# Дружина мого чоловіка
«Дружина мого чоловіка» – психологічний трилер письменниці Джейн Коррі. Уперше опублікований 26 травня 2016 року.

## Анотація
Вийшовши заміж за талановитого художника Еда Макдональда, молодий адвокат Лілі почала нове життя… І, здається, ніщо не зможе затьмарити їх щасливий шлюб. По сусідству з подружньою парою живе гарненька дівчинка-італійка Карла, за якою Лілі доглядає, поки її мати пропадає на роботі. Карлі всього дев'ять, але вона вже добре знає, що значить зберігати чужі секрети… А потім життя надовго розведе їх — мине дванадцять років, перш ніж Лілі і Карла знову зустрінуться і зрозуміють: їм обом є що приховувати і, варто розкритися хоча б однієї з таємниць їх минулого, наслідки будуть непередбачувані.

## Сюжет
Події в романі ведуться від двох осіб. Перша ще не досягла підліткового віку. Друга, нещодавно вийшовши заміж, намагається досягти успіху в тому, щоб бути і дружиною, і адвокатом.
Карла Каволетті — самотня маленька дівчинка, що живе наодинці зі своєю матір'ю в лондонській квартирі. Її не люблять у школі за італійську зовнішність. Жорстокі однокласники злісно називають її Спаголетті. Лілі Макдональд провела своє життя, відчуваючи себе занадто високою, дуже пухлою і занадто дурною, але її інтелект і трудова етика означають, що вона робить свій шлях в юридичній професії.
Життя Карли, м'яко кажучи, неспокійне. Її мати має низькооплачувану роботу, але у неї є друг, відомий як Ларрі. Візити Ларрі завжди означають ранній час сну для Карли, але стіни її кімнати тонкі, й тендітна, але дуже розумна дівчинка скоро дізнається, що за секрети ховають її мама з другом.
Життя Лілі та її чоловіка Еда, який прагне бути успішним художником переплітається з життям самотньої школярки, для якої вони грають роль «батьків». Еда зачаровує краса маленької дівчинки і він використовує будь-яку можливість, щоб намалювати її. Коли Лілі бере на себе справу Джо Томаса — засудженого вбивцю, який шукає повторного судового розгляду — сімейне життя опиняється під загрозою, оскільки робота займає все більше і більше часу.
Роман поділеним між двома різними часовими рамками. Перша розпочинається з подій, пов'язаних з першою зустріччю Лілі і Еда з Карлою, і закінчується драматичним результатом повторного судового розгляду Джо Томаса. Потім ми рухаємося вперед на 15 років. Лілі зараз дуже затребувана і стала партнером у своїй фірмі, в той час як Ед зробив маленький стрибок у кар'єрі художника, продавши лише одну картину «Маленька італійка», на якій зображена Карла, будучи дитиною.
Ми дізнаємося, що у Еда і Лілі є син — Том. Він хворий на синдром Аспергера. Ми також усвідомлюємо, що у Лілі є глибокий комплекс провини з приводу очевидного самогубства її брата Даніеля багато років тому. Подібно до того, як зірка Еда в світі мистецтва тьмяніє, він зустрічає несподіваного відвідувача у своїй галереї. Це ніхто інший, як Карла. Тепер красивою жінкою, вона повернулася з Італії (після того, як разом з матір'ю змушена була повернутися на Батьківщину), прагнучи продовжити навчання у Лондоні, щоб стати кваліфікованим англійським адвокатом. Це прагнення, як ми скоро дізнаємося, не єдиний мотив для приїзду в Лондон.
Між Едом та Карлою зав'язуються стосунки, про які дізнається дружина художника.

Обкладинка видання 2017 року

Все вибудовується до фінального протистояння, під час якого Лілі та Карла роблять ряд поганих виборів. Змінюючи ролі, жінки бездумно крокують у слизьку трясовину безкомпромісних і безглуздих ситуацій, сліпо слідуючи за Едом, коли він намагається почати свою кар'єру, використовуючи «маленьку італійку, що виросла». Джо, тим часом, вислизає з тіні. Він зізнається, що всі роки слідкував за Лілі і кохає її.
Подружжя розлучається, після чого Лілі переїжджає до батьків і відкриває власну юридичну фірму, відстоюючи права батьків, у яких діти «не такі, як всі».
Карла народжує дівчинку. Стосунки між художником та його новою дружиною псуються. Чоловік занадто сильно опікується Карлою і п'є. Відбувається фатальна сварка, під час якої Карла ранить кухонним ножем Еда. Він помирає.
Карла звинувачується у вбивстві Еда Макдональда. Вона просить Лілі довести її невинність.
В кінці роману, після вирішальних сцен, ми дізнаємося справжню причину одержимості Лілі своїм покійним братом та подальше життя героїв.

## Герої
- Лілі Макдональд — адвокат, якого перевели на роботу з кримінальними справами.
- Ед Макдональд — чоловік Лілі, працює в рекламі, мріє стати художником.
- Карла Каволетті — маленька дівчинка, згодом адвокат. Друга дружина Еда Макдональда.
- Джо Томас — перший підзахисний Лілі Макдональд, вбив свою подружку, спихнувши її у ванну з окропом. Колишній страховий агент.
- Росс — друг сім'ї Макдональдів, хрещений батько їх сина.
- Давіна — колишня наречена Еда.
- Том — син Лілі та Еда.
- Ларрі, справжнє ім'я якого Тоні Гордон — адвокат, коханець матері Карли.

## Цитати з книги
|  | Велика брехня починається з дрібниці, з кращих спонукань. А потім вона розростається і виходить з-під контролю. |

|  | Між тим, чого ми хочемо від життя, і тим, що нам потрібно в житті, – дуже велика різниця. |

|  | Куди гірше втрачати чоловіка. Неважливо, що Ед одружився з іншою жінкою, – я була його першою дружиною. Значить, моя черга перша. |

|  | Люди по-різному виявляють емоції. Хто сказав, що той, хто плаче голосніше всіх, більше інших сумує? |

|  | Найулюбленіший може бути тільки один, треба говорити в однині. Не можна мати багато найулюбленіших, бо тоді не буде жодного справжнього найулюбленішого. |

|  | - не вважайте це дурістю – мені здається, що я відповідаю своєму імені. Лілії залишають плями: якщо ненавмисно зачепити великі тичинки з пилком, реципієнт виявляється забруднений речовиною, яку важко вивести. Мені здається, я залишаю плями на тих, кого намагаюся любити. |

## Відгуки
«Обов'язково прочитайте трилер… У «Дружини мого чоловіка» є кінець, який змінить ваш погляд на шлюб назавжди».
Bustle
«Якщо ви любили Girl Gone і талановитого містера Ріплі, ви полюбите дружину мого чоловіка. У ньому є тріо кожного трилера: любов, шлюб і вбивство».
Parade
«Сюжет роману такий же провокаційний, як і його назва».
Washington Post
«Темний, складний і переконливий трилер, який змушував мене перегортати сторінку за сторінкою, до кінця».
Behind Closed Doors
«Чарівно та переконливо. «Дружина мого чоловіка» – це захоплююча історія, яка змусить вас ще довго задумуватися після того, як ви перегорнете останню сторінку».